# Boscorre Dolmen

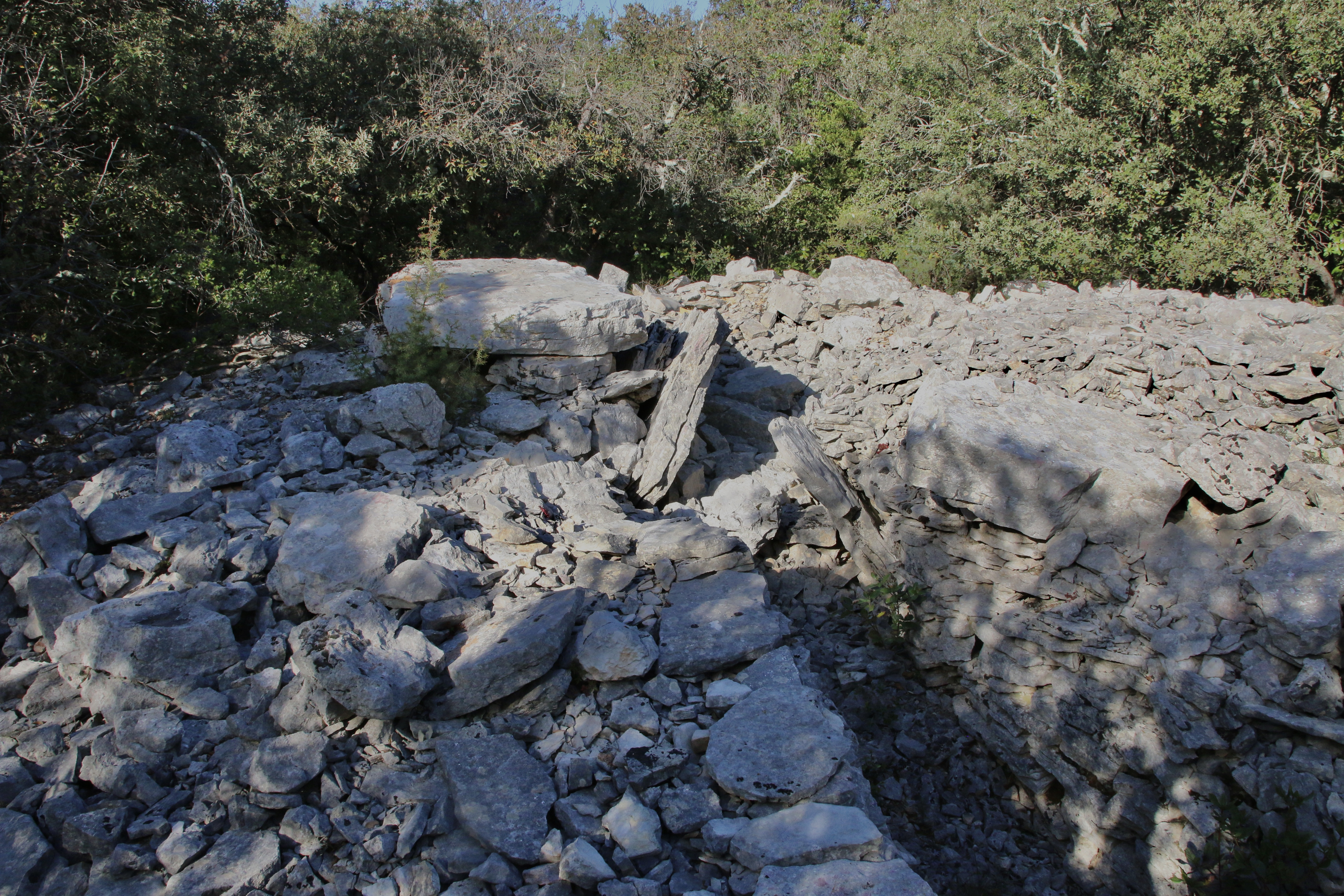
Der Boscorre Dolmen

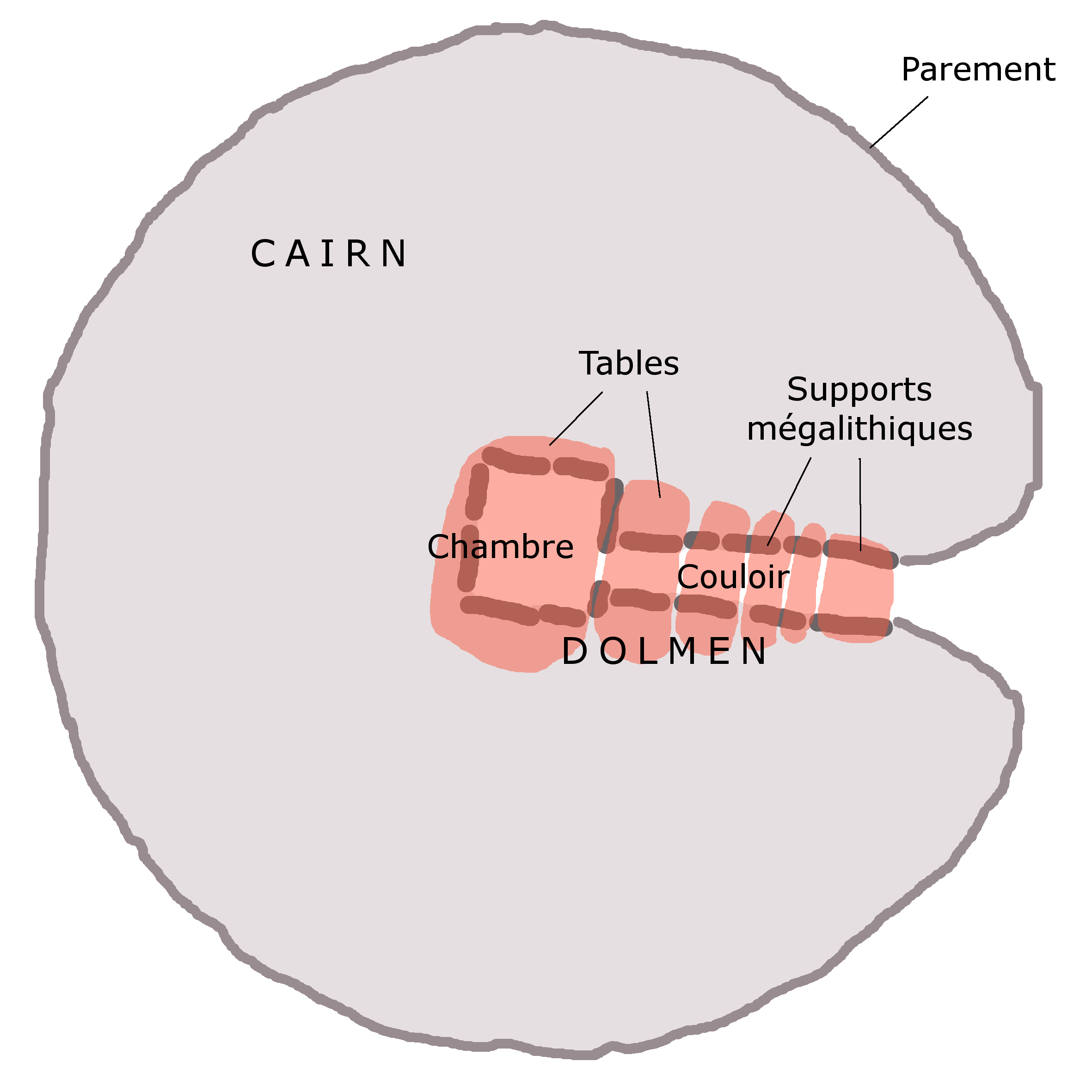
Idealtypischer „Gangdolmen im Tumulus“

Der Boscorre Dolmen liegt in einem dichten Eichenwald mit Dornengebüsch, östlich von Puéchabon bei Aniane im Département Hérault in Frankreich. Dolmen ist in Frankreich der Oberbegriff für neolithische Megalithanlagen aller Art (siehe: Französische Nomenklatur).
Der Boscorre Dolmen ist ein Gangdolmen mit q-förmigem Grundriss (französisch Dolmen à couloir – avec plan en q), der wie viele Dolmen im Herault beschädigt ist. Er hat einen weitgehend erhaltenen Gang aus Trockenmauerwerk. Der Deckstein ist in mehreren Stücke zerbrochen, von denen ein großes auf dem Cairn liegt. Die Grabkammer ist zwar komplett, aber eine Seite hat begonnen, zusammenzubrechen und es war erforderlich, die Kammer mit Steinen zu füllen, um den Zusammenbruch zu vermeiden.
Der Boscorre Dolmen wurde ausgegraben. Die Ergebnisse wurden in den 1950er-Jahren veröffentlicht.
In der Nähe liegt der Dolmen Carrière de l’Espinasse.